# Réserve de biosphère de Jabal Al Rihane
Jabal Al Rihane est une réserve naturelle du Liban reconnue au titre de réserve de biosphère par l'Unesco depuis 2007. Elle est administrée par le ministère de l'Environnement libanais.

## Biodiversité
La réserve est une zone de broussailles et forêts sclérophylles à feuilles persistantes protégées au Liban. 

## Géographie
La réserve est bordée par la rivière Litani au sud, Mzairaa au nord, et les villages Jezzine et Niha. Des parties de la réserve donnent sur la vallée de Bekaa à l'est et la mer Méditerranée à l'ouest.